# Akua Kuenyehia
Akua Kuenyehia (1947) is een Ghanees rechtsgeleerde. Van 1972 tot 1996 was ze docent en van 1996 tot 2002 hoogleraar aan de Universiteit van Ghana. Sinds 2003 is ze rechter van het Internationale Strafhof, waaraan ze van 2003 tot 2009 ook als van de twee vicepresidenten verbonden was.

## Levensloop

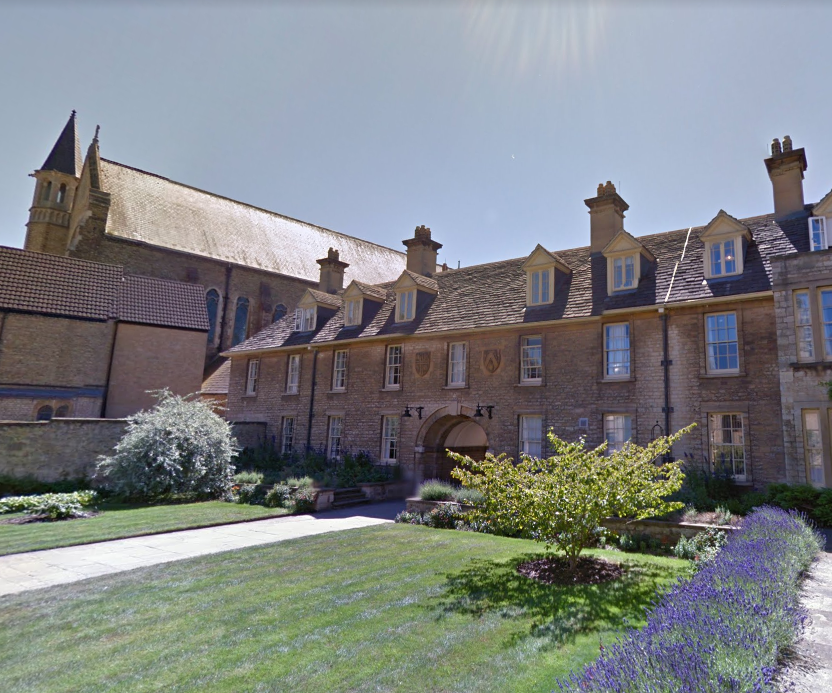
Somerville College, Oxford, waar Kuenyehia studeerde.

Kuenyehia behaalde in 1969 een bachelorgraad aan de Universiteit van Ghana en drie jaar later een Bachelor of Laws in burgerlijk recht aan Somerville College, Oxford. Vanaf 1972 was ze docent strafrecht, internationaal recht en mensenrechten en vanaf 1996 hoogleraar aan de Universiteit van Ghana, waar ze tussen 1996 tot 2002 eveneens decaan was.
Daarnaast was ze gasthoogleraar aan verschillende buitenlandse universiteiten over vrouwenrechten en genderstudies binnen een juridisch kader, waaronder aan de Temple-universiteit, de Northwestern-universiteit, de Universiteit Leiden en de Imo State-universiteit.
Sinds 2003 is ze rechter van de beroepskamer van het Internationale Strafhof in Den Haag. Na haar eerste termijn van drie jaar werd ze herkozen voor een volle termijn van negen jaar tot 2015. Van 2003 tot 2009 was ze daarnaast een van de twee vicepresidenten van het hof.

## Werk (selectie)
- 1998: Women & Law in West Africa: Situational Analysis of some Key Issues affecting Women, Legon, als herdrukredacteur
- 2003: Women and Law in West Africa. Gender Relations in the Family - A West African Perspective, Accra
- 2003: Women and Law in Sub-Saharan Africa, co-auteur Accra